# 風傳媒
風傳媒（英語：The Storm Media）是一家台湾的網路新聞媒體，總部位於台湾臺北市內湖區。

## 創辦
創辦人張果軍曾任高盛台北分公司總經理，於退休後擔任富邦金控顧問。發行人王健壯是世新大學教授。營運長沈芳盆表示，《風傳媒》的啟動資金六千萬台幣都是張果軍的個人投資。編輯團隊來自《中國時報》報系和《壹週刊》。

## 業務發展
風傳媒與臺灣多家媒體合作，並與英國廣播公司中文網、美國之音、日本朝日新聞中文網、德國之聲、中國大陸新華社、及美國《華爾街日報》等海外新聞媒體簽約成為長期內容夥伴。
2017年5月，接受世界貿易組織與中華經濟研究院計畫補助赴歐洲，製作全球離岸風力產業發展及政策專題報導。

## 外部連結
- 官方网站